# Північнотихоокеанський максимум
Північнотихоокеанський максимум (Гавайський антициклон) — напівпостійний субтропічний антициклон, розташований у північно-східній частині Тихого океану, розташований на північний схід від Гавайських островів та на захід від Каліфорнії.
Найактивніший у північній півкулі влітку і зміщується до екватора взимку, коли Алеутська депресія стає активнішою.
Через нього зазвичай сухе літо та осінь у Каліфорнії та типово волога зима та весна, а також за цілорічний пасат на Гаваях.

Зона виділяється на середньорічних кліматичних картах у тропічних водах північної частини Тихого океану.
Вона є результатом переважної наявності в цьому районі великих та інтенсивних, теплих та високих малорухливих антициклонів.
Схильна до сезонних міграцій, влітку переміщається на північ.
Це результат переважання в даному регіоні антициклонів над циклонами .
Середній тиск у центрі антициколна у січні понад 1022 мб, у липні понад 1026 мб